# 점 돌연변이

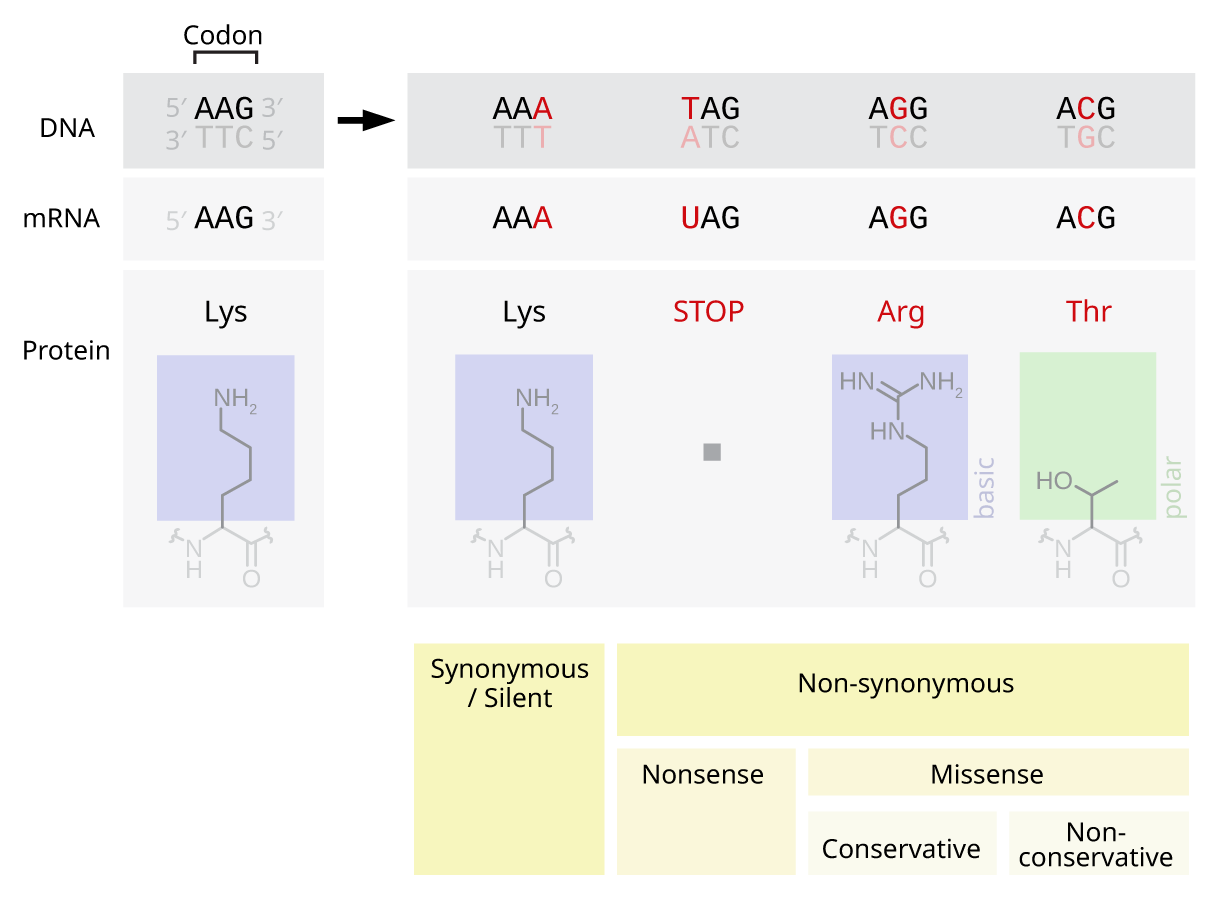
코돈에 발생하는 세 종류의 점돌연변이.

코돈 서열이 표시된 단일 가닥 RNA 분자의 도식. 세 개의 뉴클레오타이드로 이루어지는 각 코돈은 번역 과정에서 대응되는 아미노산을 결정한다. 점돌연변이에 의해 코돈이 바뀌면 그에 대응하는 아미노산 또한 바뀌게 된다.

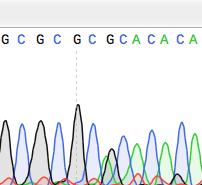
생어 염기서열 분석으로 알아낸 점 돌연변이 (A에서 G로 바뀜).

점 돌연변이(point mutation)는 DNA와 RNA의 염기서열에서 염기쌍 하나가 바뀌거나(치환), 더해지거나(삽입), 사라져서(결실) 발생하는 돌연변이를 말한다. 점 돌연변이는 하류(downstream)에 암호화된 단백질의 생산, 조성, 기능 등에 영향을 미치는데, 이는 경우에 따라 무해할 수 있고 (예: 동의치환 또는 불현성 돌연변이) 치명적일 수도 있다 (예: 틀이동 돌연변이).

## 원인
주로 점 돌연변이는 DNA 복제 도중 발생한다. DNA 복제는 이중 가닥 DNA를 기반으로 단일 가닥 DNA 두 개를 새롭게 만들어내는 과정인데, 이때 기존 이중 가닥 DNA가 단일 가닥으로 분리되고 각각이 주형(鑄型, template)으로 작용하여 상보적인 가닥이 합성된다. 이때 DNA가 잘못 합성되고 이것이 수선 기작으로 교정되지 않으면 오류가 있는 가닥이 다음 주형으로 사용되어 돌연변이가 유발된다. 이렇게 발생하는 돌연변이를 자연발생 돌연변이(spontaneous mutation)라고 하며 단일 염기쌍뿐만 아니라 긴 범위에 영향을 미치기도 한다.
돌연변이원을 사용하면 점 돌연변이가 일어날 확률이 증가한다. 돌연변이원에는 자외선, X선, 강한 열 등 물리적인 요소가 있고, 염기쌍의 불일치를 유발하거나 DNA 나선구조를 망가뜨리는 화학 물질이 있다. 암과 그 예방 방법을 알아내기 위해 암과 관련된 돌연변이원이 연구되고 있다.
점 돌연변이가 발생하는 과정에는 여러 가지가 있다. 첫 번째로 자외선과 그보다 높은 진동수를 가진 전자기파는 전자를 들뜨게 하여 DNA의 분자구조에 영향을 미친다. 두 번째로 세포 물질대사의 부산물로써 발생하는 활성산소종 분자도 DNA에 피해를 입힌다. 이러한 반응물은 단일가닥절단(single-strand break)과 양가닥절단(double-strand break)의 직접적인 원인이 된다. 세 번째로 DNA의 분자 결합이 시간이 지나 분해되는데, 이는 DNA의 완전성을 높은 수준으로 유지하는 데에 문제가 된다. 염기쌍 치환, 삽입, 결실 등이 포함되는 DNA 복제 오류도 여기에 관여한다.

## 분류

### 전이/전환 (transition/transversion) 분류법

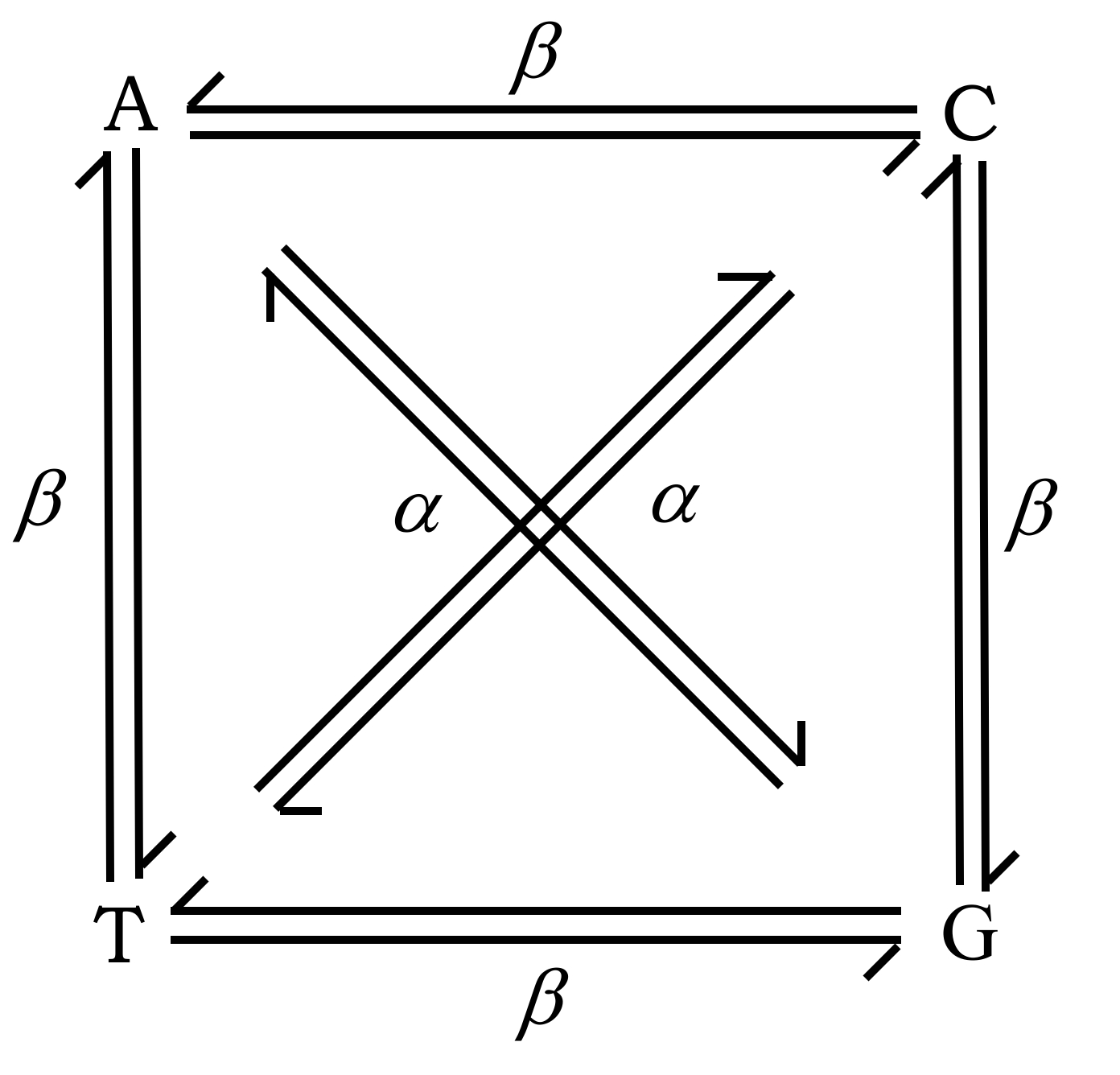
전이(α)와 전환(β).

1959년 Ernst Freese는 점 돌연변이의 유형을 구분하기 위해 전이(transition)와 전환(transversion)이라는 단어를 고안했다. "전이"란 퓨린 염기가 다른 퓨린 염기로 교체되거나 피리미딘 염기가 다른 피리미딘 염기로 교체되는 것을 의미한다. "전환"은 퓨린에서 피리미딘으로, 피리미딘에서 퓨린으로 교체되는 것을 의미한다. 전이(α)와 전환(β)은 돌연변이율에 일관적인 차이를 보이는데, 전이가 전환보다 약 10배 더 자주 일어난다.

### 기능적 분류법
넌센스 돌연변이(nonsense mutation)에는 종결획득(stop-gain)과 개시상실(start-loss)이 있다. 종결획득(stop-gain)은 너무 이른 지점에 종결 코돈이 만들어져 번역이 미완성으로 끝나는 돌연변이이다. 이러한 번역 중단으로 비정상적으로 짧은 단백질이 만들어지는데, 사라진 아미노산의 개수가 단백질의 기능과 정상 작동 여부를 결정한다. 종결상실(stop-loss)은 기존 종결 코돈에 발생하는 돌연변이로, 비정상적으로 긴 C 말단(carboxy terminus)을 야기한다. 개시획득(start-gain)은 기존 AUG 개시 코돈보다 상류에 새로운 개시 코돈을 만들어낸다. 만약 새로운 AUG가 원래 개시 코돈 근처에 만들어지고, 이것이 최종적으로 가공된 전사물(transcript)에 포함되면서, 리보솜 결합 자리(ribosome binding site, RBS) 이후에 나타난다면 새 개시 코돈이 번역을 개시할 수 있다. 예상되는 효과로 N 말단(amino terminus)에 아미노산이 추가될 수 있고, 틀이동 돌연변이도 가능하지만 보통 원래 단백질의 번역을 망치지는 않는다. 개시상실(start-loss)은 전사물의 AUG 개시 코돈에 점돌연변이가 발생한 것으로, 단백질 생산량을 줄이거나 없앤다.
미스센스 돌연변이(missense mutation)는 기존과는 다른 아미노산을 암호화한다. 미스센스 돌연변이는 코돈을 바꾸어 다른 단백질을 만드는데, 이러한 변화를 의미가 바뀐다는 뜻에서 "비동의(non-synonymous)"적이라고 한다. 보존적 돌연변이(conservative mutations)는 아미노산을 바꾸지만 그 성질(친수성, 소수성 등)은 유지한다. 때로는 하나의 아미노산 변화가 생물에 전체적으로 해롭지 않을 수 있다. 대부분의 단백질은 그 기능이 변하기 전에 한두 개 정도 점 돌연변이가 있다. 비보존적 돌연변이(non-conservative mutations)는 야생형(wild type)에 있는 아미노산을 다른 성질을 띄는 아미노산으로 바꾼다. 돌연변이가 일어난 단백질은 기능을 잃어(loss of function) 질병을 유발할 수 있다. 한 예로 낫 모양 적혈구 빈혈증이 있는데, β-헤모글로빈 유전자에서 점 돌연변이가 한 번 일어나 GAG 코돈이 GUG로 바뀌고 이에 따라 글루탐산이 발린으로 바뀌면 발병하게 된다. 다른 한편으로 돌연변이가 일어난 단백질이 새로운 기능을 얻거나(gain of function) 활성화될 수도 있다. 예를 들어 BRAF 유전자에서 돌연변이로 인해 발린이 글루탐산으로 바뀌면 RAF 단백질이 활성화되는데, 이는 암세포에서 증식 신호의 무제한 발생을 유도한다. 이상으로 살펴본 두 예시는 모두 미스센스 돌연변이 중 비보존적 돌연변이에 속한다.
침묵 돌연변이(silent mutation)는 아미노산 서열에 변화가 없다. 돌연변이에 의해 염기 하나가 바뀌었으나 암호화하는 아미노산은 그대로인 경우를 의미하며, 동의치환(synonymous substitution)이라고도 한다. 침묵 돌연변이는 단백질의 기능에 영향을 주지 않으며, 돌연변이가 없는 정상 단백질이 만들어진다. 돌연변이 이전과 이후 코돈이 같은 아미노산을 암호화하므로 동의적(synonymous) 변화라고도 한다. 이것이 가능한 이유는 총 64개 코돈이 단 20개 아미노산과 종결 코돈만을 암호화하기 때문이다. 하지만 달라진 코돈이 단백질 발현량에는 차이를 줄 수 있다.

### 단일 염기쌍의 삽입과 결실
때로 점 돌연변이라는 용어는 단일 염기쌍의 삽입과 결실을 의미한다. 이러한 변화는 번역 과정에서 뉴클레오타이드를 세 개씩 묶는 틀(frame)을 이동시켜 아미노산 서열을 완전히 바꾸는데(틀이동 돌연변이, frameshift mutation), 합성된 단백질에 주로 부정적인 영향을 미친다.